# Laine Peters
Laine Peters (* 24. März 1970 in Arborfield, Saskatchewan) ist eine kanadische Curlerin. Seit der Saison 2018/19 spielt sie als Lead im Team von Laura Walker.

## Karriere
Peters gewann als Ersatzspielerin im kanadischen Team von Colleen Jones bei der Weltmeisterschaft 2001 die Goldmedaille. Bei der Weltmeisterschaft 2003 war sie wieder als Ersatzspielerin im Team von Jones dabei und gewann die Silbermedaille. 2010 wechselte sie als Lead zum Team von Heather Nedohin. Mit diesem Team erreichte sie bei der Weltmeisterschaft 2012 den dritten Platz durch einen Sieg im Spiel um Platz 3 gegen Südkorea um Skip Kim Ji-sun. Bei ihrer insgesamt sechsten Weltmeisterschaftsteilnahme wurde sie 2016 als Lead im Team von Chelsea Carey, die 2015 die Position des Skip von Heather Nedohin übernommen hatte, Vierte. Das Team verlor im Spiel um Platz 3 gegen Russland mit Skip Anna Sidorowa.
Peters hat bislang elfmal an den kanadischen Damenmeisterschaften Tournament of Hearts teilgenommen. Ihre erste Goldmedaille gewann sie 1999 als Ersatzspielerin im Team von Colleen Jones, das für die Provinz Nova Scotia antrat. Für diese Provinz gewann sie 2001, 2002 und 2003 weitere Goldmedaillen. 2009 zog sie nach Calgary und spielte ab 2010 im Team von Heather Nedohin, das beim Tournament of Hearts für die Provinz Alberta antrat und dieses 2012 gewinnen konnte. Unter Skip Chelsea Carey gewann sie für Alberta bei der Meisterschaft 2016 die Goldmedaille und trat im Folgejahr als Team Canada an, um die Bronzemedaille zu gewinnen.

## Teammitglieder
- Laura Walker (Skip)
- Cathy Overton-Clapham (Third)
- Lori Olson-Johns (Second)